# Liu Chao-shiuan

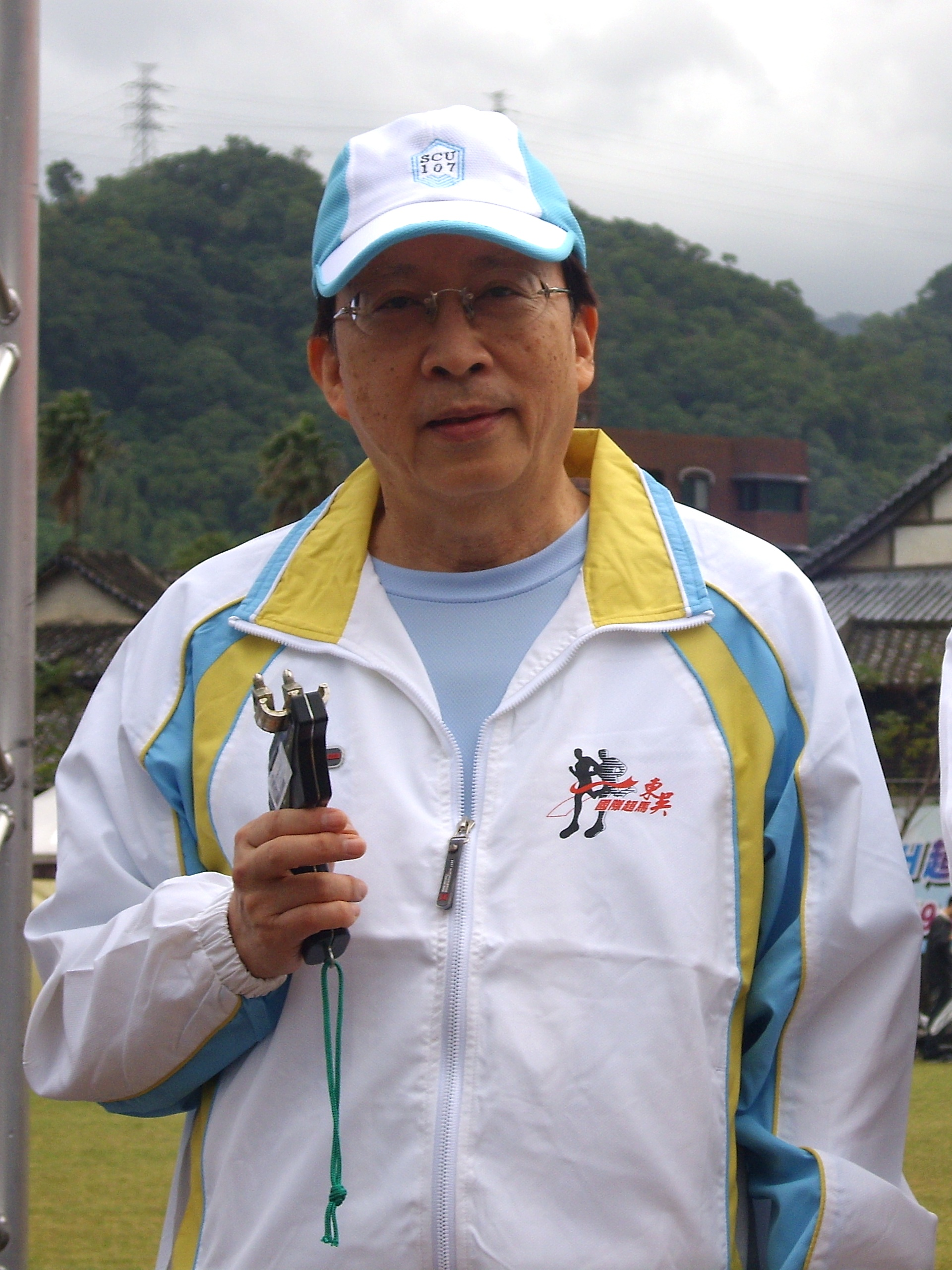
Liu Chao-shiuan

Liu Chao-shiuan (chinesisch 劉兆玄, Pinyin Liú Zhàoxuán; * 10. Mai 1943 in Liuyang, Hunan) ist ein Politiker der Kuomintang und war vom 20. Mai 2008 bis zum 10. September 2009 Premierminister der Republik China (Taiwan).

## Leben
Liu studierte an der Nationaluniversität Taiwan und erhielt 1971 den Doktortitel in Chemie an der University of Toronto. Nach seiner Rückkehr nach Taiwan arbeitete Liu an der Tsing-Hua-Nationaluniversität und schlug 1979 mit einem Wechsel in das Wissenschaftskomitee der Regierung eine politische Laufbahn ein.
Von 1987 bis 1993 war Liu Direktor der Tsing-Hua-Nationaluniversität und wurde 1993 zum Verkehrsminister ernannt. Der ehemalige Staatspräsident Ma Ying-jeou wurde zur gleichen Zeit Justizminister, seitdem verbindet die beiden eine gute Freundschaft, die Eltern beider Politiker stammten aus Hunan.
Unter Vincent Siew als Premier wurde Liu 1997 Vizepräsident des Exekutiv-Yuans, trat jedoch nach der Niederlage der Kuomintang bei der Präsidentschaftswahl 2000 zurück. Im Jahr 2004 wurde Liu Rektor der Soochow-Universität.
Nach dem Sieg der Kuomintang bei der Wahl zum Legislativ-Yuan und der Präsidentschaftswahl 2008 wurde er auf Vorschlag des neuen Präsidenten Ma Ying-jeou am 20. Mai 2008 Premierminister der Republik China. Am 10. September 2009 trat er mit seinem gesamten Kabinett zurück. Nachfolger als Premierminister wurde der Generalsekretär der Kuomintang, Wu Den-yih.